# Afghanska interimsadministrationen
Afghanska interimsadministrationen (AIA) var den första administrationen i Afghanistan efter talibanregimens fall. Den var den högsta myndigheten i Afghanistan under perioden 22 december 2001-13 juli 2002. Den skapades i samband med inledningen av Afghanistankriget, som i sin tur följde 11 september-attackerna i USA samma år. Interimsadministrationen tillsattes av en exilafghansk konferens i Bonn och leddes av Hamid Karzai. 2002 hölls en Loya jirga (traditionell beslutande församling) som valde Karzai till president i Afghanska övergångsadministrationen.